# Xavier Dorfman
Xavier Elle Dorfmann  (Saint-Martin-d'Hères, 12 mei 1973) is een Frans voormalig  roeier gespecialiseerd in het lichtgewicht boordroeien. Dorfmann maakte zijn debuut met een zevende plaats in de lichte-vier-zonder-stuurman tijdens de Wereldkampioenschappen roeien 1993. Dorfmann behaalde zijn eerste medaille tijdens de wereldkampioenschappen roeien 1995 in de lichte-vier-zonder met een zilveren medaille. Een jaar later maakte hij deel uit van de Franse lichte-vier-zonder-stuurman die zevende werd op de Olympische Zomerspelen 1996, dit waren de eerste Olympische spelen waar het lichtgewichte roeien was opgenomen in het programma. Na drie medailles op de wereldkampioenschappen roeien 1997, 1998 en 1999 nam Dorfmann voor de tweede maal deel aan de spelen en behaalde toen de gouden medaille tijdens de Olympische Zomerspelen 2000 in de lichte vier-zonder. Op de wereldkampioenschappen roeien 2001 won Dorfmann een bronzen medaille in de lichte-vier-zonder-stuurman en de wereldtitel in de lichte-acht. In 2006 beëindigde Dorfmann zijn carrière.

## Resultaten
- Wereldkampioenschappen roeien 1993 in Račice 7e in de lichte-vier-zonder-stuurman
- Wereldkampioenschappen roeien 1994 in Indianapolis 5e in de lichte-vier-zonder-stuurman
- Wereldkampioenschappen roeien 1995 in Tampere  in de lichte-vier-zonder-stuurman
- Olympische Zomerspelen 1996 in Atlanta 7e in de lichte-vier-zonder-stuurman
- Wereldkampioenschappen roeien 1997 in Aiguebelette-le-Lac  in de lichte-vier-zonder-stuurman
- Wereldkampioenschappen roeien 1998 in Keulen  in de lichte-vier-zonder-stuurman
- Wereldkampioenschappen roeien 1999 in St. Catharines  in de lichte-vier-zonder-stuurman
- Olympische Zomerspelen 2000 in Sydney  in de lichte-vier-zonder-stuurman
- Wereldkampioenschappen roeien 2001 in Luzern  in de lichte-vier-zonder-stuurman
- Wereldkampioenschappen roeien 2001 in Luzern  in de lichte-acht

1996: Victor Feddersen & Niels Henriksen & Thomas Poulsen & Eskild Ebbesen ·
2000: Laurent Porchier & Jean-Christophe Bette & Yves Hocdé & Xavier Dorfman ·
2004: Thor Kristensen & Thomas Ebert & Stephan Mølvig  & Eskild Ebbesen ·
2008: Mads Kruse Andersen & Eskild Ebbesen & Thomas Ebert & Morten Jørgensen·
2012: James Thompson & Matthew Brittain & John Smith & Sizwe Ndlovu ·
2016: Mario Gyr & Simon Niepmann & Simon Schürch & Lucas Tramèr